# 长叶香草
长叶香草（学名：Lysimachia lancifolia）是报春花科珍珠菜属的植物。其种加词“lancifolia”意为“狭长叶的”。分布在泰国以及中国大陆的云南等地，生长于海拔1,500米至2,200米的地区，多生长于混交林下，目前尚未由人工引种栽培。